# Chascanum caespitosum
Chascanum caespitosum là một loài thực vật có hoa trong họ Cỏ roi ngựa. Loài này được (H.Pearson) Moldenke mô tả khoa học đầu tiên năm 1934.